# Aponogeton desertorum
Aponogeton desertorum är en enhjärtbladig växtart som beskrevs av Carl Ludwig Philipp Zeyher och Spreng.. Aponogeton desertorum ingår i släktet Aponogeton och familjen Aponogetonaceae. IUCN kategoriserar arten globalt som livskraftig. Inga underarter finns listade.